# Caladomyia castelnaui
Caladomyia castelnaui är en tvåvingeart som beskrevs av Sawedal 1981. Caladomyia castelnaui ingår i släktet Caladomyia och familjen fjädermyggor. Inga underarter finns listade i Catalogue of Life.